# 차형사
《차형사》는 2012년에 개봉한 대한민국의 영화이다.

## 줄거리
지저분한 외모와 그칠 줄 모르는 식탐을 가진 차철수(강지환 분)는 근성만은 투철한 강력계 형사이다. 남자 패션 모델들을 이용하여 활동하는 마약 조직을 조사하던 마약 조사반원이 패션쇼 현장에서 살해되는 사건이 발생하고, 차철수가 근무하는 경찰서에 모델로 위장하여 잠복 조사하라는 지시가 떨어진다. 우연한 계기로 잠복 조사 임무가 차철수에게 맡겨지는데, 출연해야할 패션쇼의 디자이너가 학창 시절 인연이 있던 고영재(성유리 분)라는 사실이 밝혀지며 웃지 못할 사건들이 일어난다.

## 캐스팅
- 강지환 - 차철수 역
- 성유리 - 고영재 역
- 이수혁 - 김선호 역
- 김영광 - 한승우 역
- 신민철 - 민승 역
- 신정근 - 유 반장 역
- 박정학 - 탁 대표 역
- 이희준 - 경석 역
- 손병욱 - 권 실장 역
- 홍석천 - 쇼연출 역
- 라미란 - 송 선생 역
- 최귀화 - 팽 형사 역
- 김민경 - 신영 역
- 윤봉길 - 윤 형사 역
- 이태검 - 이 형사 역
- 주영호 - 주 형사 역
- 홍승일 - 이강수 역
- 박보검 - 어린 차철수 역
- 최윤슬 - 디자이너 슬이 역
- 최광제 - 디자이너 랭보최 역
- 박영웅 - 박 팀장 / 트럭기사 역
- 손현우 - 거래남 역
- 이은채 - 어시리 역
- 김정석 - 버스기사 역 (우정출연)
- 김영민 - 김 전무 역 (우정출연)
- 김우빈 - 모델우빈 역 (우정출연)
- 김형범 - 수트남 역 (우정출연)
- 강동준 - 본인 역 (우정출연)
- 고태용 - 본인 역 (우정출연)